# Сан Джинезио
Сан-Джинезио (итал. San Ginesio) — коммуна в Италии, располагается в регионе Марке, в провинции Мачерата.
Население составляет 3805 человек (2008 г.), плотность населения составляет 49 чел./км². Занимает площадь 78 км². Почтовый индекс — 62026. Телефонный код — 0733.
Покровителем населённого пункта считается святой Генезий Арльский, празднование 25 августа.

## Демография
Динамика населения:

## Администрация коммуны
- Официальный сайт: http://www.sanginesio.org/